# 三升紋三郎
三升 紋三郎（みます もんざぶろう）は、落語家の名跡。
- 初代三升紋三郎 - 後の三升家小常。
- 2代目三升紋三郎 - 本項を参照。

2代目 三升 紋三郎（1904年 - 1965年?）は、落語家。姓：原田、名：不明。愛称は「紋さん」。
出生地不明、大正末ころから三升家紋右衛門の門下で「かおる」（亭号不明）を名乗る、のちに三升紋三郎を名乗る、三升紋三郎の名は2代目に当たる。
1923年に師・三升家紋右衛門が引退し舞踊家になっても活動を続けたが、昭和に入り漫才の台頭で上方落語の凋落の時代に入り花月系の小屋でへたり（鳴り物の下座専門）になった。
戦後も長らくへたりとして松竹芸能系の小屋の新世界新花月や道頓堀角座などでへたりをしていたが高齢を理由に昭和30年代に引退した。1965年ころに亡くなったという。